# Takk…
Takk… (с исл. — «Спасибо...») — четвёртый студийный альбом исландской рок-группы Sigur Rós, вышедший в 2005 году на лейбле EMI Records.

## Песни
В отличие от предыдущего альбома ( ), тексты песен Takk… написаны в основном на исландском языке, с редкими элементами скэт-подобной формы тарабарщины, которую Йоунси поёт вместо текстов песен.
- Композиция «Hoppípolla» звучит в финальной сцене комедии «Пенелопа», вышедшей на экраны в 2006 году,  а также в трейлере популярного сериала о природе «Планета Земля» и  в трейлерах к фильмам «Миллионер из трущоб» и «Дитя человеческое».
- Композиция «Sæglópur» была использована для трейлера видео-игры Prince of Persia, вышедшей в конце 2008 года. Prince of Persia — трейлер E3 2008.
- Композиции «Andvari» звучит в фильме «Помни меня», вышедшем в 2010 году.

## Список композиций
| №   | Название                          | Длительность |
| --- | --------------------------------- | ------------ |
| 1.  | «Takk...» («Спасибо…»)            | 1:57         |
| 2.  | «Glósóli» («Светящаяся подошва»)  | 6:15         |
| 3.  | «Hoppípolla» («Прыжки по лужам»)  | 4:28         |
| 4.  | «Með blóðnasir» («Кровь из носа») | 2:17         |
| 5.  | «Sé lest» («Я вижу поезд»)        | 8:40         |
| 6.  | «Sæglópur» («Потерянный в море»)  | 7:38         |
| 7.  | «Mílanó» («Милан»)                | 10:25        |
| 8.  | «Gong» («Гонг»)                   | 5:33         |
| 9.  | «Andvari» («Зефир»)               | 6:40         |
| 10. | «Svo hljótt» («Так тихо»)         | 7:24         |
| 11. | «Heysátan» («Стог сена»)          | 4:09         |